# BB 69400
,,,
Les BB 69400 sont des locomotives issues de la rénovation et re-motorisation de BB 66400 entre 2004 et 2009 pour l'activité Fret de la SNCF.
Climatisation de la cabine par un groupe Soprano de 7,80 kW.
La re-motorisation des BB 69400 a été l'occasion de revoir l'ergonomie des postes de conduite avec l'intégration d'appareillages normalisés et l'insonorisation de la cabine.

## Livrées
Outre la livrée Fret revêtue par ces locomotives depuis leur transformation, les BB 69400 de l'activité Infra sont repeintes depuis 2015 en livrée Infra jaune et grise.

## Technicentres titulaires
- Chalindrey[7]
- Nevers[7]
- STF LOC INFRA SLI[8]
- STF THIONVILLE[8]
- STF LOC INFRA SLA[9]
- STF LOC INFRA SLF[9]

Répartition des 62 locomotives au 1er janvier 2019

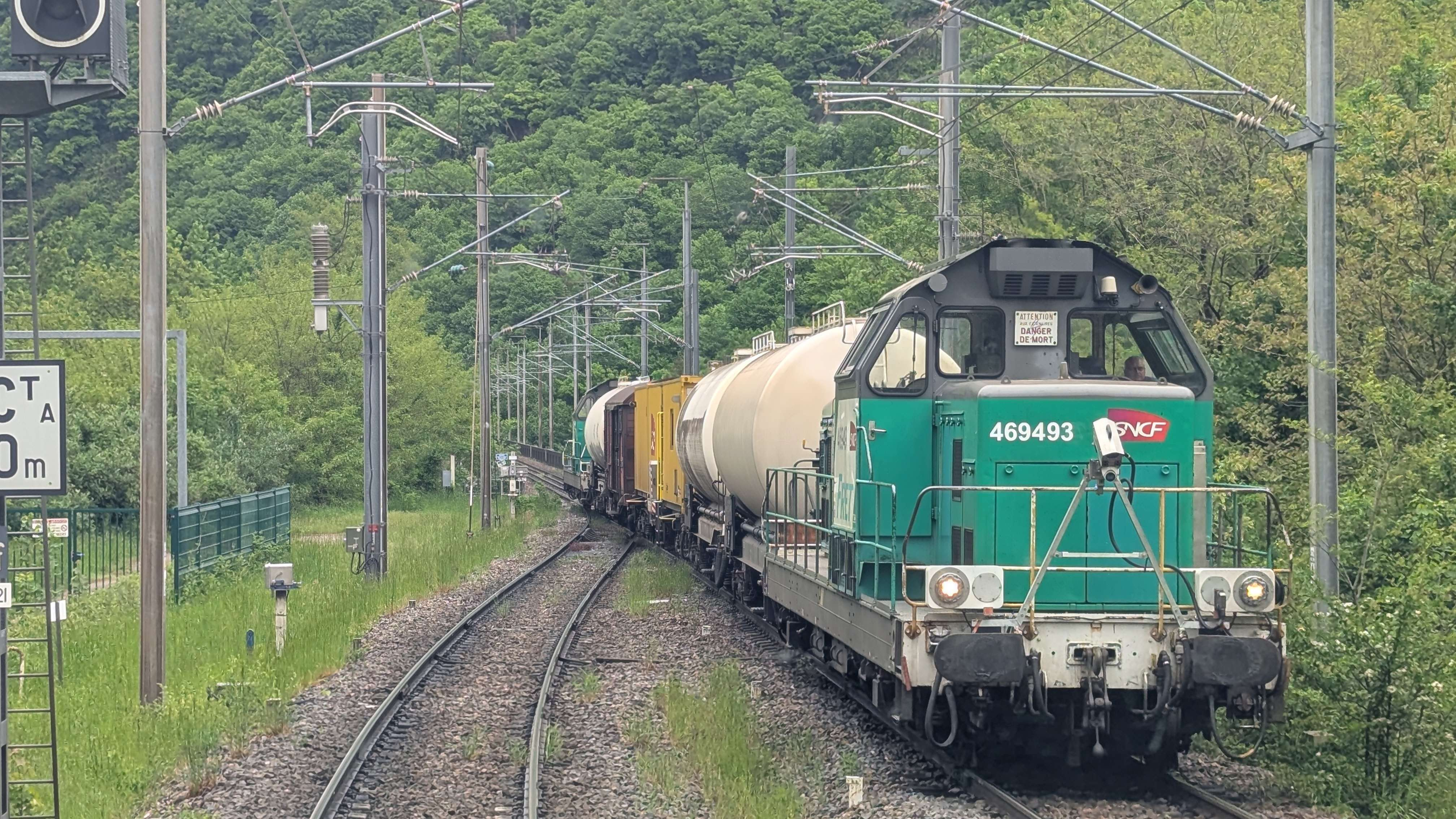
BB69400 à la bifurcation de Longeray-Léaz (Ain)

| STF | Désignation   | Ville    | Nombre de machines |
| --- | ------------- | -------- | ------------------ |
| SLA | STF Infrarail | Longueau | 33 locomotives     |
| SLF | STF Infrarail | Tours    | 29 locomotives     |

## Préservation
- BB 69421 : Train Vienne-Vézère-Vapeur (CFTLP).
- BB 69432 : Matériel Ferroviaire Patrimoine National (MFPN).
- BB 69436 : Agrivap les trains de la découverte
- BB 69449 : Amicale des Anciens et Amis de la Traction Vapeur (AAATV), section Montluçon.
- BB 69499 : Train Vienne-Vézère-Vapeur (CFTLP).

## Modélisme
Cette locomotive a été reproduite en ho par la marque Jouef et piko

## Sources